# Francisco da Costa Pinto
Francisco da Costa Pinto, né en 1552 à Angra, dans les Açores au Portugal et mort (assassiné) le 11 janvier 1608 dans la province d'Ibiapaba dans l'actuel Brésil (alors possession portugaise) est un prêtre jésuite portugais. Missionnaire auprès des populations indigènes du Brésil, il meurt pour la foi chrétienne. Il est reconnu comme martyr: le procès en vue de sa béatification est en cours. 

## Biographie
Originaire des Açores Francisco naît au Portugal mais grandit au Brésil, terre coloniale sur laquelle ses parents se sont installés lorsqu'il était encore très jeune. A 17 ans, souhaitant devenir jésuite il quitte l'Etat de Pernambuco où il vivait, pour Bahia: le 31 octobre 1568 il commence son noviciat. Peu intéressé par les études (et, semble-t-il, intellectuellement peu doué ) il ne termine pas ses etudes de théologie. Il n'en est pas moins ordonné prêtre (1588), sa bonne connaissance des langues indigènes faisant de lui un candidat idéal pour l'évangélisation de la population indigène. Il est immédiatement nommé dans la mission jésuite de Maranhão.

## Son martyre
Le 20 janvier 1607, profitant d'un navire se rendant dans les salines à l'embouchure de la rivière Mossoró, accompagné de Luís Figueira il quitte Recife avec l'intention de commencer une nouvelle mission. Le 2 février 1607, il célèbre une première messe sur le territoire de l'état actuel du Ceará, à l'embouchure du fleuve Jaguaribe. 
Désireux d'explorer plus avant le territoire il se rend dans le Chapada de Ibiapaba et établit le contact avec les Indiens Tabajara. Le 11 janvier 1608, il est assassiné dans sa chapelle par des Indiens Tacarijus (Tapuia), victime de la rivalité franco-portugaise dans la région. Il semble avoir été assassiné sur instigation des colons français tout proches.